# Aleksiej Łucenko
Aleksiej Aleksandrowicz Łucenko (ros. Алексей Александрович Луценко, ur. 7 września 1992 w Pietropawłowsku) – kazachski kolarz szosowy.

## Osiągnięcia
Opracowano na podstawie:

2010
- 2. miejsce w mistrzostwach Azji juniorów (jazda indywidualna na czas)
- 1. miejsce w mistrzostwach Azji juniorów (start wspólny)
- 3. miejsce w 3-Etappen-Rundfahrt
  - 1. miejsce na 2. etapie

2012
- 3. miejsce w Coupe des Nations Ville Saguenay
- 2. miejsce w mistrzostwach Kazachstanu (jazda indywidualna na czas)
- 2. miejsce w mistrzostwach Kazachstanu (start wspólny)
- 1. miejsce na 5. etapie Giro della Valle d’Aosta
- 2. miejsce w Grand Prix des Marbriers
- 1. miejsce na 5. etapie Tour de l’Avenir
- 1. miejsce na 1b etapie Dookoła Bułgarii
- 1. miejsce w mistrzostwach świata U23 (start wspólny)

2014
- 1. miejsce w klasyfikacji punktowej Post Danmark Rundt
  - 1. miejsce na 5. etapie
- 1. miejsce w igrzyskach azjatyckich (jazda indywidualna na czas)
- 1. miejsce w Tour of Almaty
  - 1. miejsce na 5. etapie

2015
- 1. miejsce na 8. etapie Tour de Suisse
- 1. miejsce w mistrzostwach Kazachstanu (jazda indywidualna na czas)
- 1. miejsce w Tour of Almaty

2016
- 1. miejsce na 5. etapie Paryż-Nicea
- 3. miejsce w Driedaagse Brugge-De Panne
- 1. miejsce w Tour of Almaty
- 1. miejsce w Tour of Hainan
  - 1. miejsce na 8. etapie

2017
- 1. miejsce w mistrzostwach Azji (jazda drużynowa na czas)
- 3. miejsce w Dwars door Vlaanderen
- 1. miejsce na 5. etapie Vuelta a España
- 1. miejsce w Tour of Almaty
  - 1. miejsce w klasyfikacji punktowej
  - 1. miejsce na 1. etapie

2018
- 1. miejsce w Tour of Oman
- 1. miejsce w mistrzostwach Kazachstanu (start wspólny)
- 1. miejsce na 6. etapie Österreich-Rundfahrt
- 1. miejsce w igrzyskach azjatyckich (start wspólny)
- 1. miejsce w igrzyskach azjatyckich (jazda indywidualna na czas)
- 2. miejsce w Presidential Cycling Tour of Turkey
  - 1. miejsce na 4. etapie

2019
- 1. miejsce w Tour of Oman
  - 1. miejsce w klasyfikacji punktowej
  - 1. miejsce na 2., 3. i 5. etapie
- 1. miejsce w klasyfikacji górskiej Tirreno-Adriático
  - 1. miejsce na 4. etapie
- 1. miejsce w mistrzostwach Kazachstanu (jazda ind. na czas)
- 1. miejsce w mistrzostwach Kazachstanu (start wspólny)
- 1. miejsce w Arctic Race of Norway
  - 1. miejsce w klasyfikacji punktowej
- 2. miejsce w Coppa Agostoni
- 1. miejsce w Coppa Sabatini
- 1. miejsce w Memorial Marco Pantani

2020
- 3. miejsce w Tour de La Provence
  - 1. miejsce w klasyfikacji punktowej
- 3. miejsce w UAE Tour
- 1. miejsce na 6. etapie Tour de France

2021
- 2. miejsce w Grand Prix Miguel Indurain
- 2. miejsce w Critérium du Dauphiné
  - 1. miejsce na 4. etapie
- 7. miejsce w Tour de France
- 1. miejsce w Coppa Agostoni

2022
- 1. miejsce w Clásica Jaén Paraiso Interior
- 9. miejsce w Tour de France

2023
- 1. miejsce w Giro di Sicilia
  - 1. miejsce na 4. etapie

## Rankingi
| Rok              | 2011 | 2012 | 2013 | 2014 | 2015 | 2016 | 2017 | 2018 | 2019 | 2020 | 2021 | 2022 | 2023 | 2024 |
| ---------------- | ---- | ---- | ---- | ---- | ---- | ---- | ---- | ---- | ---- | ---- | ---- | ---- | ---- | ---- |
| UCI World Tour   |      |      | -    | 152. | 162. | 180. | 91.  | 96.  |      |      |      |      |      |      |
| World Ranking    |      |      |      |      |      | 180. | 62.  | 48.  | 22.  | 75.  | 39.  | 147. | 46.  | 187. |
| UCI Europe Tour  | 816. | 40.  |      |      |      | 309. | -    | 957. |      |      |      |      |      |      |
| UCI Asia Tour    | -    | 84.  |      |      |      | 59.  | 2.   | 1.   | 1.   | 1.   | 1.   | 1.   | 1.   | 1.   |
| UCI America Tour | 357. | 161. |      |      |      | -    | -    | -    |      |      |      |      |      |      |
|                  |      |      |      |      |      |      |      |      |      |      |      |      |      |      |
| Źródło: UCI      |      |      |      |      |      |      |      |      |      |      |      |      |      |      |